# Araneus margitae
Araneus margitae este o specie de păianjeni din genul Araneus, familia Araneidae. A fost descrisă pentru prima dată de Strand, 1917.
Este endemică în Madagascar. Conform Catalogue of Life specia Araneus margitae nu are subspecii cunoscute.